# André Schürrle
André Schürrle (Ludwigshafen, 6. studenog 1990.) umirovljeni je njemački nogometaš i nacionalni reprezentativac. Igrao je na pozicijama napadača i krila.

## Karijera

### Klupska karijera

#### Početci
Schürrle je nogomet počeo igrati u omladinskoj školi lokalnog kluba Ludwigshafener SC. Od 2006. trenira u juniorima Mainza 05 za koje je nastupao do 2009. kada prelazi u seniorsku momčad.

#### Mainz 05
Igrač je za Mainz odigrao prvu bundesligašku utakmicu protiv Bayer Leverkusena (2:2) u prvom kolu sezone 2009./10. Već 19. rujna iste godine igrač zabija prva dva gola u gostujućoj 3:2 pobjedi protiv Bochuma. Nakon tjedan dana, Schürrle je s Mainzom potpisao prvi profesionalni ugovor.
U svojoj debitantskoj sezoni André je propustio samo jednu prvenstvenu utakmicu te je zabio pet golova i ostvario tri asistencije. Mainz 05 je tu sezonu završio na devetom mjestu.
U rujnu 2010. klub je objavio da je Schürrle potpisao petogodišnji ugovor za Bayer Leverkusen kojem će se pridružiti završetkom sezone 2010./11. Vjeruje se da je iznos transfera iznosio 6,5 milijuna GBP. Igrač je tu sezonu odigrao briljantno zabivši 15 golova u 34 bundesligaške utakmice. Time je srušio rekord bivšeg Mainzovog igrača Mohameda Zidana koji je u sezoni 2006./07. zabio 14 golova.

#### Bayer Leverkusen i Chelsea
Igrač je za Bayer debitirao u utakmici njemačkog kupa protiv dresdenskog Dynama gdje je i zabio prvi gol za klub. Prvi pogodak u Bundesligi je zabio sredinom listopada Borussiji Mönchengladbach dok je prvi pogodak u europskim natjecanjima zabio u domaćoj pobjedi protiv Valencije u Ligi prvaka. Sezonu 2011./12. je završio sa šest prvenstvenih golova jer je igrao na poziciji krila a ne kao napadač što je uglavnom bio u Mainzu.
U svibnju 2012. objavljena je vijest da je Chelsea zainteresiran za dovođenjem Schürrlea. Bayer je tu vijest potvrdio navevši da je igračeva cijena 15 milijuna GBP. Također, sportski direktor kluba Rudi Völler je rekao da je londonski klub bio zainteresiran za igrača još u ljeto 2011.
U dresu Bluesa, Schürrle je debitirao 18. kolovoza 2013. ušavši u igru u 67. minuti kao zamjena De Bruyneu u domaćoj 2:0 pobjedi nad Hull Cityjem.

#### VfL Wolfsburg
Zadnjeg dana zimskog prijelaznog razdoblja Schürrle prelazi u njemački VfL Wolfsburg. Transfer je procijenjen na 22 milijuna GBP. Ondje je stigao kao zamjena za Ivicu Olića koji je se vratio u HSV. U svojih osamnaest mjeseci s njemačkim klubom, Schürrle je odigrao 62 službenih utakmica, postigao 13 golova te 10 asistencija.

#### Borussia Dortmund
U srpnju 2016. godine je Schürrle potpisao s Borussijom Dortmund. Nije poznato koliko su Žuti-crni platili za reprezentativca Elfa, no pretpostavlja se da je cijena oko 30 milijuna eura. Schürrle je potpisao do 2021. Schürrle je tog ljeta bio osmo pojačanje dortmundskog kluba.

### Reprezentativna karijera
André je najprije igrao za njemačku do 19 reprezentaciju a nakon impresivnih igara u Mainzu, prebačen je u nacionalni do 21 sastav.
U studenom 2010. Schürrle dobiva prvi poziv u seniorsku reprezentaciju za koju je debitirao u prijateljskoj utakmici protiv Švedske ušavši u igru u 79. minuti. Time su Schürrle i Mario Götze postali prvi njemački reprezentativci koji su rođeni u ujedinjenoj Njemačkoj.
Debitantski gol za reprezentaciju André Schürrle je zabio Urugvaju u prijateljskoj utakmici 29. svibnja 2011.
Njemački izbornik Joachim Löw uvrstio je igrača na popis reprezentativaca za EURO 2012. u Poljskoj i Ukrajini što je za Andréa prvo veliko natjecanje u dresu Elfa.
S Elfom je 2014. godine postao svjetski prvak osvojivši Svjetsko prvenstvo koje se održavalo u Brazilu.
Njemački nogometni izbornik objavio je u svibnju 2016. popis za nastup na Europsko prvenstvo u Francuskoj, na kojem se nalazi Schürrle.

#### Pogoci za reprezentaciju
| #   | Datum               | Mjesto                                   | Protivnik   | Pogodak | Rezultat | Natjecanje                |
| --- | ------------------- | ---------------------------------------- | ----------- | ------- | -------- | ------------------------- |
| 1.  | 29. svibnja 2011.   | Sinsheim, Njemačka                       | Urugvaj     | 2 – 0   | 2 – 1    | Prijateljska utakmica     |
| 2.  | 7. lipnja 2011.     | Baku, Azerbajdžan                        | Azerbajdžan | 3 – 1   | 3 – 1    | Kvalifikacije za EP 2012. |
| 3.  | 10. kolovoza 2011.  | Mercedes-Benz Arena, Stuttgart, Njemačka | Brazil      | 3 – 1   | 3 – 2    | Prijateljska utakmica     |
| 4.  | 2. rujna 2011.      | Veltins-Arena, Gelsenkirchen, Njemačka   | Austrija    | 5 – 2   | 6 – 2    | Kvalifikacije za EP 2012. |
| 5.  | 11. listopada 2011. | Esprit Arena, Düsseldorf, Njemačka       | Belgija     | 2 – 0   | 3 – 1    | Kvalifikacije za EP 2012. |
| 6.  | 26. svibnja 2012.   | St. Jakob-Park, Basel, Švicarska         | Švicarska   | 2 – 3   | 3 – 5    | Prijateljska utakmica     |
| 7.  | 31. svibnja 2012.   | Red Bull Arena, Leipzig, Njemačka        | Izrael      | 2 – 0   | 2 – 0    | Prijateljska utakmica     |
| 8.  | 11. studenog 2013.  | RheinEnergieStadion, Köln, Njemačka      | Irska       | 2 – 0   | 3 – 0    | Kvalifikacije za SP 2014. |
| 9.  | 15. studenog 2013.  | Stockholm, Švedska                       | Švedska     | 3 – 2   | 5 – 3    | Kvalifikacije za SP 2014. |
| 10. | 15. studenog 2013.  | Stockholm, Švedska                       | Švedska     | 4 – 2   | 5 – 3    | Kvalifikacije za SP 2014. |
| 11. | 15. studenog 2013.  | Stockholm, Švedska                       | Švedska     | 5 – 3   | 5 – 3    | Kvalifikacije za SP 2014. |
| 12. | 1. lipnja 2014.     | Mönchengladbach, Njemačka                | Kamerun     | 2 – 1   | 2 – 2    | Prijateljska utakmica     |
| 13. | 6. lipnja 2014.     | Red Bull Arena, Mainz, Njemačka          | Armenija    | 1 – 0   | 6 – 1    | Prijateljska utakmica     |
| 14. | 30. lipnja 2014.    | Estádio Beira-Rio, Porto Alegre, Brazil  | Alžir       | 1 – 0   | 2 – 1    | SP u Brazilu 2014.        |
| 15. | 8. srpnja 2014.     | Mineirão, Belo Horizonte, Brazil         | Brazil      | 6 – 0   | 7 – 1    | SP u Brazilu 2014.        |
| 16. | 8. srpnja 2014.     | Mineirão, Belo Horizonte, Brazil         | Brazil      | 7 – 0   | 7 – 1    | SP u Brazilu 2014.        |
| 17. | 3. rujna 2014.      | Esprit Arena, Düsseldorf, Njemačka       | Argentina   | 1 – 4   | 2 – 4    | Prijateljska utakmica     |
| 18. | 13. lipnja 2015.    | Victoria Stadium, Gibraltar              | Gibraltar   | 0 – 1   | 0 – 7    | Kvalifikacije za EP 2016. |
| 19. | 13. lipnja 2015.    | Victoria Stadium, Gibraltar              | Gibraltar   | 0 – 5   | 0 – 7    | Kvalifikacije za EP 2016. |
| 20. | 13. lipnja 2015.    | Victoria Stadium, Gibraltar              | Gibraltar   | 0 – 6   | 0 – 7    | Kvalifikacije za EP 2016. |
| 21. | 26. ožujka 2017.    | Olimpijski stadion, Baku, Azerbajdžan    | Azerbajdžan | 0 – 1   | 1 – 4    | Kvalifikacije za SP 2018. |
| 22. | 26. ožujka 2017.    | Olimpijski stadion, Baku, Azerbajdžan    | Azerbajdžan | 1 – 4   | 1 – 4    | Kvalifikacije za SP 2018. |

## Osvojeni trofeji

### Reprezentativni trofeji
| Turnir             | Trofej | Godina |
| ------------------ | ------ | ------ |
| Svjetsko prvenstvo | Zlato  | 2014.  |

## Vanjske poveznice
- Službena web stranica igrača  Arhivirana inačica izvorne stranice od 24. siječnja 2021. (Wayback Machine)
- Profil igrača na Transfermarkt.co.uk
- Profil igrača na Fussballdaten.de
- Profil igrača na Soccerbase.com[neaktivna poveznica]
- UEFA.com  Arhivirana inačica izvorne stranice od 13. lipnja 2011. (Wayback Machine)